# Comstockiella sabalis
Comstockiella sabalis är en insektsart som först beskrevs av Comstock 1883.  Comstockiella sabalis ingår i släktet Comstockiella och familjen pansarsköldlöss. Inga underarter finns listade i Catalogue of Life.